# Paffrath

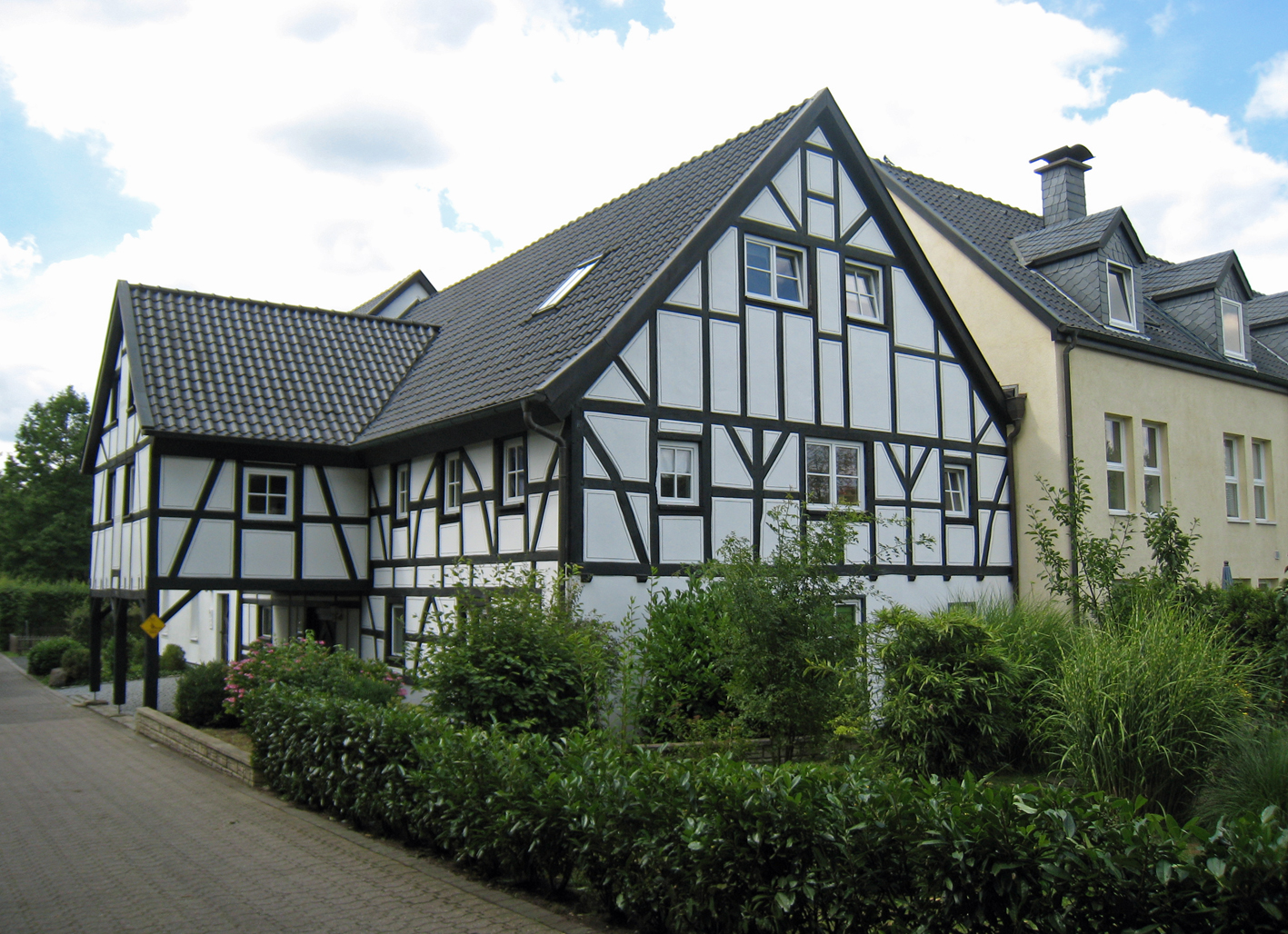
Die Paffrather Mühle 2015

Paffrath ist ein Stadtteil  von Bergisch Gladbach und gehört mit Nr. 14 zum Statistik-Bezirk 1 der Stadt.

## Lage
Paffrath liegt im Nordwesten der Stadt und ca. 15 km östlich von Köln auf dem 51. Breitengrad. Die früheren kleineren Siedlungen und Weiler, wie Nußbaum, Torringen, Büchel, Kamp, Flora sind durch die starke Bebauung in den 1960er- und 1970er-Jahren verschmolzen.
Unter Geologen ist die „Paffrather Mulde“ ein Begriff, die Zeugnis von tierischen und pflanzlichen Versteinerungen gibt. Im Mittelalter waren in Paffrath Töpfereien ansässig, die die so genannte „Paffrather Ware“ (vgl. Grauware) herstellten.

## Geschichte
Das Dorf Paffrath ist aus einer frühmittelalterlichen Siedlung hervorgegangen, die vom Kölner Domkapitel als Eigentümer des Landes gegründet worden war. Da zur Anlage der Siedlung zunächst Wald zu roden war und die Arbeiten vom Kölner Klerus organisiert wurden, nannte man die neue Siedlung „Paffrath“ (= Pfaffenrodung). Zentrum des Ortes bildeten der Fronhof, dem die verschiedenen Lehngüter unterstanden, sowie die romanische Wehrkirche St. Clemens, die um 1150 errichtet wurde. 1160 wird Paffrath das erste Mal urkundlich erwähnt. Während die Gemeinde Paffrath, zu der auch Hand und Katterbach gehörten, mit der Vielzahl von Streu- und Schwarmsiedlungen im Jahr 1797 insgesamt 641 Einwohner in 134 Wohngebäuden zählte, lebten im Dorf selbst um 1850 nur 42 Personen.

## Infrastruktur

### ÖPNV
Die Buslinien 222 und 227 fahren das Zentrum von Paffrath direkt an. So kann auch die S11 nach Köln/Düsseldorf/Neuss/Dormagen am Bahnhof Bergisch Gladbach erreicht werden. Die vorgenannten Linien enden in Leverkusen. Die Linie 437 bedient auf dem Weg von Bergisch Gladbach über Nußbaum das Kombibad Paffrath. Die Linie 435 fährt von Köln-Dellbrück über Paffrath nach Bergisch Gladbach S-Bahnhof und zurück.

### Schule
Die Integrierte Gesamtschule Paffrath (IGP) wird von ca. 1400 Schülern besucht und bietet sowohl Haupt-, Realschul-, als auch Abitur-Abschlüsse.

### Sicherheit
Für die Sicherheit in Paffrath sorgt mit seinen hauptamtlichen Kräften die Freiwillige Feuerwehr Bergisch Gladbach sowie der ehrenamtliche Löschzug Paffrath/Hand („Die Wilde Dreizehn“), die beide auf der Feuer- und Rettungswache Nord auf der Paffrather Straße (Paffrath) untergebracht sind.

## Sehenswürdigkeiten

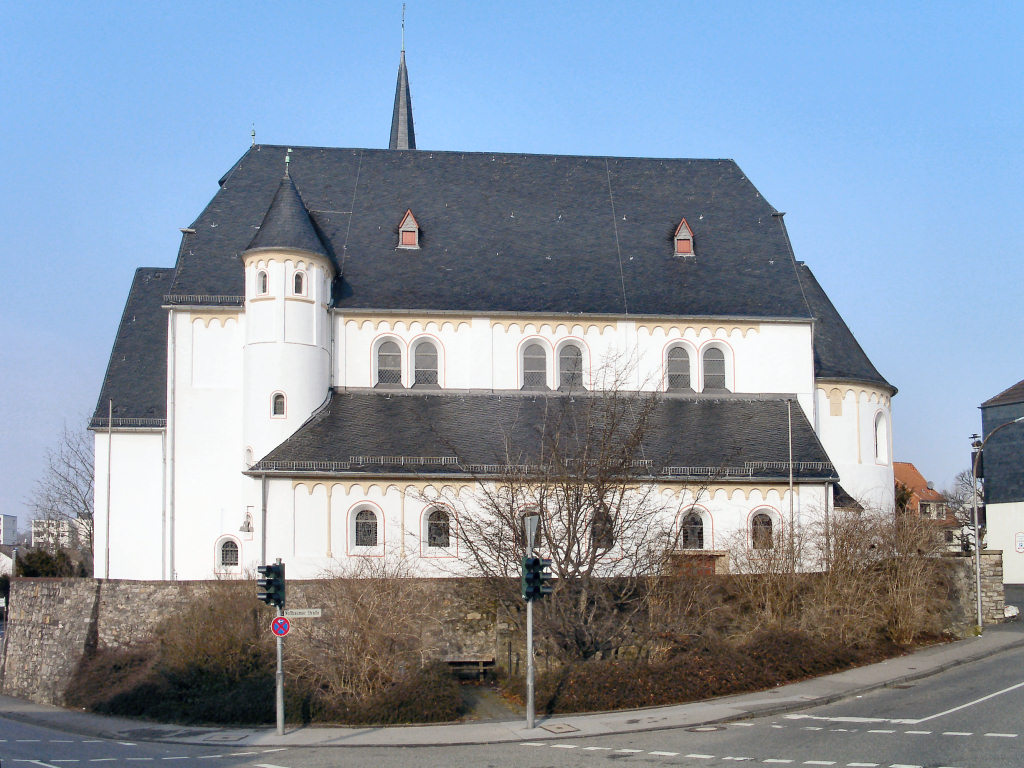
St.-Clemens-Kirche in Paffrath

- Für das Ortsbild prägend ist neben den wenigen erhalten gebliebenen Fachwerkhäusern die romanische Pfarrkirche St. Clemens. Aus Platzmangel wurde die alte romanische Wehrkirche 1908 bis 1911 durch einen Anbau erweitert. Dadurch wurde die alte Kirche zum nördlichen Seitenschiff. Den Charakter der Wehrkirche konnte sich St. Clemens durch die fast vollständig erhaltene Mauer und die erhabene Lage erhalten.
- Das Wasserschloss Haus Blegge, ehemaliger Rittersitz Blech.
- Die Paffrather Mühle.

## Bevölkerung
Nach der EDV-Einwohnerdatei verfügte Paffrath am 30. Juni 2017 über insgesamt 7.363 Einwohner (davon 949 Ausländer) und ist damit einer der bevölkerungsstärksten Stadtteile der Stadt Bergisch Gladbach. Die Altersgruppe über 65 Jahre war mit 1.967 Einwohnern deutlich stärker als die Altersgruppe unter 18 Jahre mit nur 1.134.